# بن دافيس
بن دافيس (بالإنجليزية: Ben Davies)‏ واسمه الكامل بنجامين توماس دافيس (بالإنجليزية: Benjamin Thomas Davies)‏ وهو لاعب كُرة قدم ويلزي في مركز الظهير الأيسر ولد في يوم 24 أبريل 1993 وهو يلعب حالياً مع نادي توتنهام هوتسبر كما سبق لهُ اللعب مع نادي سوانزي سيتي ونادي فايبورغ في الدنمارك كما أنه يلعب مع منتخب ويلز لكرة القدم مُنذ عام 2012 ويبلغ طوله 181 سم.

## روابط خارجية
- بن دافيس على موقع الاتحاد الأوربي (الإنجليزية)
- بن دافيس على موقع قاعدة بيانات كرة القدم.إي يو (الإنجليزية)
- بن دافيس على موقع ناشيونال فوتبول تيمز (الإنجليزية)
- بن دافيس على موقع Soccerbase.com (لاعب) (الإنجليزية)
- بن دافيس على موقع Soccerway.com (الإنجليزية)
- بن دافيس على موقع عالم كرة القدم.نت (الإنجليزية)
- بن دافيس على موقع AS.com (الإسبانية)